# Reidsville (Karolina Północna)
Reidsville – miasto w Stanach Zjednoczonych, w stanie Karolina Północna, w hrabstwie Rockingham.